# 普雷里城 (愛荷華州)
普雷里城（英語：Prairie City）是一個位於美國愛荷華州傑斯帕縣的城市。

## 地理
普雷里城的座標為41°35′53″N 93°14′12″W / 41.59806°N 93.23667°W，而該地的平均海拔高度為283米（即928英尺）。

## 人口
根據2010年美國人口普查的數據，普雷里城的面積為3.13平方千米，當中陸地面積為3.13平方千米，而水域面積為0.00平方千米。當地共有人口1680人，而人口密度為每平方千米536人。